# مانتزا
مانتزا (به ایتالیایی: Maenza) یک کومونه در ایتالیا است که در استان لاتینا واقع شده‌است.

## خصوصیات
مانتزا ۴۲٫۶ کیلومترمربع مساحت و ۳٬۱۶۹ نفر جمعیت دارد و ۳۵۸ متر بالاتر از سطح دریا واقع شده‌است.